# Кінь, рушниця і вільний вітер
«Кінь, рушниця і вільний вітер» (рос. «Конь, ружьё и вольный ветер») — молдовський радянський художній фільм 1975 року режисера Володимира Іовіце.

## Сюжет
XVIII століття. Молдовська земля під ярмом іноземних загарбників. У країні розгортається національно-визвольна боротьба, в якій активну участь брали гайдуки під проводом отамана Бадіу. Боярину Мане за допомогою найманців вдалося захопити його в полон. Але дочка боярина зібрала загін гайдуків, які звільнили свого отамана.

## У ролях
- Володимир Ломізов
- Людмила Гарніца
- Петро Баракчі
- Іон Унгуряну
- Віктор Чутак
- Леонхард Мерзін
- Василе Брескану
- Юліан Кодеу
- Костянтин Константинов
- Думітру Карачобану
- Василь Симчич
- Марина Айдову

## Творча група
- Сценарій: Ніколае Єсиненку, Володимир Іовіце
- Режисер: Володимир Іовіце
- Оператор:
- Композитор: